# Coriaria
Coriaria L. è un genere di piante angiosperme dell'ordine Cucurbitales, unico genere della famiglia Coriariaceae DC..

## Tassonomia
Il genere comprende le seguenti specie:
- Coriaria angustissima Hook.f.
- Coriaria arborea Linds.
- Coriaria duthiei D.K.Singh & Pusalkar
- Coriaria intermedia Matsum.
- Coriaria japonica A.Gray
- Coriaria kingiana Colenso
- Coriaria lurida Kirk
- Coriaria myrtifolia L.
- Coriaria napalensis Wall.
- Coriaria plumosa W.R.B.Oliv.
- Coriaria pottsiana W.R.B.Oliv.
- Coriaria pteridoides W.R.B.Oliv.
- Coriaria ruscifolia L.
- Coriaria × sarlurida Cockayne & Allan
- Coriaria × sarmangusta Allan
- Coriaria sarmentosa G.Forst.
- Coriaria terminalis Hemsl.